# Metal precioso

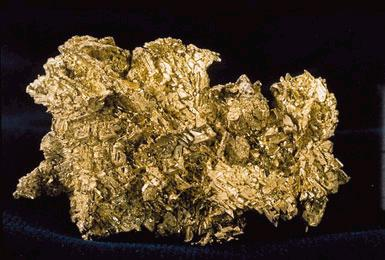
Uma pepita de ouro.

Um metal precioso é um elemento químico metálico raro, de elevado valor econômico.
Quimicamente, os metais preciosos são menos reativos do que a maioria dos elementos, são mais lustrosos, mais suaves ou dúcteis e têm um ponto de fusão mais alto do que os outros metais. Historicamente, os metais preciosos foram importantes enquanto moeda de troca, mas atualmente são considerados principalmente como investimento e mercadoria industrial. O ouro, prata, platina e paládio têm cada um código de moeda ISO 4217.
Os metais preciosos mais conhecidos são os metais usados para a cunhagem de moedas, ouro e prata. Embora ambos tenham usos industriais, são mais conhecidos pelo seu uso na arte, na joalharia e em moedas. Outros metais preciosos incluem os metais do grupo da platina: rutênio, ródio, paládio, ósmio, irídio e platina, sendo destes a platina a mais amplamente negociada.

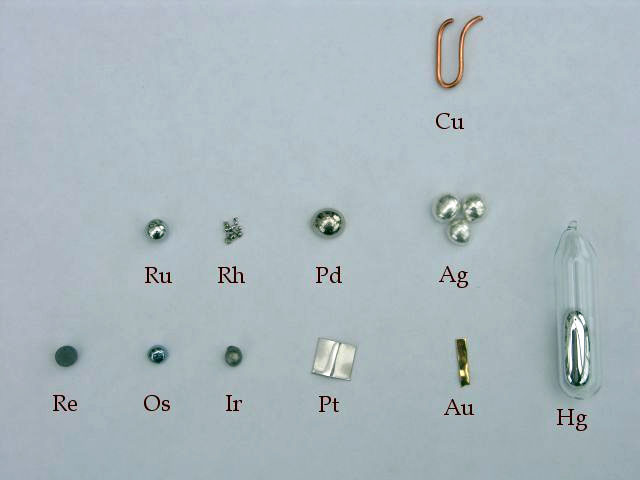
Metais preciosos: sortimento diversificado.

A procura de metais preciosos é impulsionada por seu uso prático, mas também pelo seu papel enquanto investimento e reserva de valor. Historicamente, os metais preciosos têm preços muito mais elevados do que os metais industriais comuns.

## Alumínio
Um metal inicialmente precioso que se tornou comum é o alumínio. Embora o alumínio seja o terceiro elemento mais abundante e o metal mais abundante na crosta terrestre, a princípio foi considerado extremamente difícil extrair o metal de seus vários minérios não metálicos. O grande gasto para refinar o metal tornou a pequena quantidade disponível de alumínio puro mais valiosa do que o ouro. Barras de alumínio foram exibidas na Exposição Universal de 1855, e os convidados mais importantes de Napoleão III receberam talheres de alumínio, enquanto os menos dignos jantaram com mera prata. Em 1884, o cume piramidal do Monumento a Washington foi fundido com 100 onças de alumínio puro. Naquela época, o alumínio era tão caro quanto a prata.